# Станхопеи
Станхопеи (Stanhopeinae) е подтриб включващ малко над двадесетина рода ароматни орхидеи със специфична шарка на цветовете, които са събрани в цветоноси. Обикновено е леко раирана или с малки овални очертания. Баграта е различна — розова, жълта, оранжева, бяла, зелена и др. Нюансите често са преливащи. Станхопеите са разпространени в тропическите и субтробичните зони и виреят в кисела среда. Те са епифити и притежават псевдобулба. С времето псевдобулбите се увеличават и въпросните орхидеи формират голям обем листна маса, която заема много пространство около себе си. Листата са широки, ципести и тъмно зелени с успоредна нерватура (жилкуване). Много от тези растения се отглеждат като декоративни. Засаждат се във висащи кошници, тъй като цветоносът преминава през субстрата и навлиза навътре в съда. Впоследствие излиза някъде отстрани на кошницата. Най-близкия подтриб до Stanhopeinae е Coeliopsidinae.

## Класификация
Подтриб Stanhopeinae (Станхопеи) включва следните родове:
- Род Acineta
- Род Archivea
- Род Braemia
- Род Cirrhaea
- Род Coryanthes
- Род Embreea
- Род Gongora
- Род Horichia
- Род Houlletia
- Род Jennyella
- Род Kegeliella
- Род Lacaena
- Род Lueddemannia
- Род Paphinia
- Род Penislegia
- Род Polycicnis
- Род Schlimmia
- Род Sievekinga
- Род Soterosanthus
- Род Stanhopea
- Род Trevoria
- Род Vasqueziella